# Nicole Menzenbach
Nicole Menzenbach ist eine deutsche Diplomatin. Seit Oktober 2022 ist sie Botschafterin der Bundesrepublik Deutschland in Neuseeland und leitet als solche die Botschaft Wellington. Sie ist gleichzeitig als Botschafterin in den pazifischen Inselstaaten Cookinseln, Niue, Kiribati, Samoa, Tonga und Tuvalu akkreditiert.

## Leben
Menzenbach studierte Betriebswirtschaftslehre an der Albertus-Magnus Universität in Köln. Von 1993 bis 1995 schloss sie ein Promotionsstudium an der Technischen Universität Chemnitz an.
Sie war von 1995 bis 1998 in Bonn im Büro des Bundestagsabgeordneten Joschka Fischer als Beraterin tätig. Im Jahr 1998 folgte sie Fischer in das Auswärtige Amt, wo sie bis 2005 im Parlaments- und Kabinettsreferat arbeitete.
Inzwischen in den Auswärtigen Dienst der Bundesrepublik Deutschland übernommen, war Menzenbach von 2005 bis 2008 als Gesandte-Botschaftsrätin ständige Vertreterin des Leiters der Botschaft Lissabon, Portugal.
Im Jahr 2008 wurde sie als Leiterin des Deutschen Informationszentrums für Südasien an die Botschaft Neu Delhi, Indien, versetzt. Diese Aufgabe übte sie bis zum Jahr 2011 aus. Anschließend wurde sie für ein Jahr als Beraterin für internationale Märkte zum Bundesverband der Deutschen Industrie versetzt.
Von 2012 bis 2014 gehörte sie dem Arbeitsstab Afghanistan und Pakistan in der Zentrale des Auswärtigen Amts in Berlin an. Es folgte bis 2017 die Leitung eines Referats in der Kulturabteilung des  Auswärtigen Amts, das sich mit Fragen der Bildung, Wissenschaft und akademischen Zusammenarbeit beschäftigte. Anschließend war sie für ein Jahr Fellow am Weatherhead Center for International Affairs der Harvard University in Cambridge.
Von 2018 bis 2022 leitete Menzenbach das Generalkonsulat in Boston.
Im Oktober 2022 wurde sie außerordentliche und bevollmächtigte Botschafterin in Neuseeland.